# Nora Ikstena

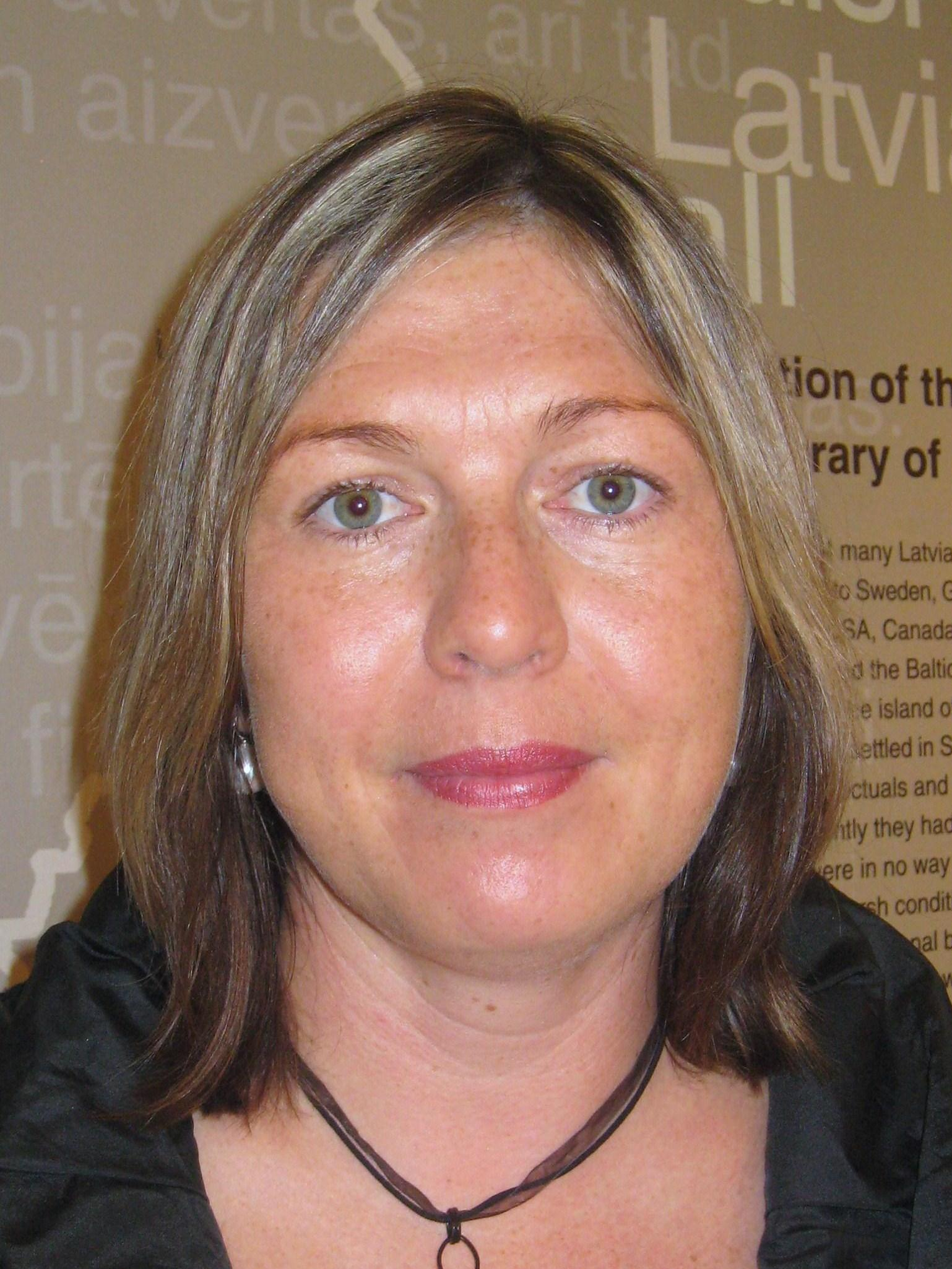
Nora Ikstena

Nora Ikstena (Riga, 15 ottobre 1969) è una scrittrice lettone.

## Biografia
Ha studiato filologia lettone all'Università della Lettonia (1987-92) e lingua e letteratura inglese all'Università del Missouri (1994-95), presso cui è stata redattore capo di The Review of Contemporary Fiction, producendo una rivista dedicata alla prosa lettone.
Autrice di numerose biografie di autori lettoni del passato e contemporanei, di saggi, racconti e romanzi, ha ricevuto numerosi riconoscimenti, fra cui il Premio dell'Assemblea baltica per la letteratura (2006), l'Ordine delle Tre stelle (2008) e il Premio Eccellenza per la cultura (Izcilības balva kultūrā, 2018), come autrice lettone di rilevanza internazionale.
Nel 2016 è stata infatti la prima autrice lettone invitata a partecipare al Library of Congress National Book Festival di Washington, mentre nel 2018 ha rappresentato la Lettonia alla London Book Fair.
Le sue opere sono state tradotte in numerose lingue, fra cui inglese, russo, italiano, estone, svedese, danese e macedone.

## Opere tradotte in lingua italiana
- Lakatiņš baltais-Un bianco fazzoletto, testo a fronte lettone-italiano, Damocle Edizioni, Venezia, 2014 - ISBN 9788896590508 (trad. Paolo Pantaleo)
- Storie di vita, Damocle Edizioni, Venezia, 2016 - ISBN 9788896590911 (Dzīves stāsti, 2004; trad. Paolo Pantaleo)
- Il latte della madre, Edizioni Voland, Roma, 2018 - ISBN 9788862433136 (Mātes Piens, 2015; trad. Margherita Carbonaro)